# Table des caractères Unicode/U15000
Cette page contient des caractères spéciaux ou non latins. S’ils s’affichent mal (▯, ?, etc.), consultez la page d’aide Unicode.
Table des caractères Unicode U+15000 à U+15FFF.

## Caractères réservés
Cette portion d'Unicode est prévue pour accueillir entre autres les hiéroglyphes mayas et le mandombe.
Cette plage de valeurs n’est pas encore affectée. Aucun caractère défini pour l’instant, ces points de codes ne peuvent être utilisés. Éventuellement les blocs suivants seront définis dans une version ultérieure d’Unicode :
- U+14700 à U+153FF : ¿hiéroglyphes égyptiens étendus-A?
- U+15400 à U+158FF : ¿hiéroglyphes mayas?
- U+15900 à U+15BFF : —
- U+15C00 à U+15FFF : ¿pictogrammes aztèques?

### Table des caractères
|               | 0 | 1 | 2 | 3 | 4 | 5 | 6 | 7 | 8 | 9 | A | B | C | D | E | F |
| ------------- | - | - | - | - | - | - | - | - | - | - | - | - | - | - | - | - |
| 1500 ... 15FF |   |   |   |   |   |   |   |   |   |   |   |   |   |   |   |   |